# 細黑帶光尺蛾
細黑帶光尺蛾（学名：Triphosa atrifascia）为尺蛾科光尺蛾屬下的一个种。